# Frank Nasworthy
Frank Nasworthy foi o inventor das rodas de poliuretano para o skate. As primeiras rodas de poliuretano foram feitas em 1973, e ocasionaram uma revolução no esporte, pois o skate passou então a pesar apenas 2,5 quilos.

## Biografia
Depois de se formar na Annandale High School, no norte da Virgínia, em 1969, Nasworthy frequentou a Virginia Tech por um ano. De volta a sua família no verão de 1970, ele visitou uma fábrica de plásticos em Purcellville chamada Creative Urethane, de propriedade do pai de um amigo. A fábrica havia experimentado uma roda de skate de poliuretano que foi vendida para a Roller Sports Inc., que fornecia rodas para aluguel de patins em pistas de patinação. O raciocínio era que uma roda mais macia com melhor aderência ajudaria os patinadores iniciantes, mas a roda era amplamente rejeitada pelos patinadores que preferiam as rodas de aço duro que permitiam velocidades mais rápidas nos pisos de madeira das pistas de patinação.Até esse ponto, os skates também tinham sido fabricados com as mesmas rodas de aço que as deitadas em patins, ou com um composto de argila - uma combinação de plástico, papel e conchas de nogueira finamente moídas.
Frank Nasworthy era o dono de uma loja de produtos para surfe, que todos os surfistas da região freqüentavam. Depois de inventar as rodinhas de uretano ele passou a comandar uma equipe de skatistas para vencer campeonatos, patrocinando-os.
Seus negócios foram crescendo e Nasworthy criou a primeira Skate Shop. 